# Getal van Froude
Het getal van Froude {\displaystyle \mathrm {Fr} } is de verhouding tussen de kracht ten gevolge van traagheid en de kracht ten gevolge van gravitatie. Het dimensieloos getal wordt gebruikt voor het beschrijven van het gedrag van vloeistofoppervlakken, maar ook om het verband tussen loopsnelheid en manier van lopen, de gang, te beschrijven. Het getal is genoemd naar William Froude (1810-1879).
Het getal van Froude wordt uitgedrukt als:
{\displaystyle \mathrm {Fr} ={\frac {v}{\sqrt {gl}}}}
Het getal van Froude bij waterdiepte wordt uitgedrukt als:
{\displaystyle \mathrm {Fr_{h}} ={\frac {v}{\sqrt {gh}}}}
Daarin is:
{\displaystyle v} de snelheid [m s−1]
{\displaystyle g} de gravitatie [m s−2]
{\displaystyle l} de karakteristieke lengte (bijvoorbeeld diameter van een druppel of bel, lengte van een schip) [m]
{\displaystyle h} de diepte van het stromende water [m]
Het getal van Froude is bij subkritische stroming kleiner dan 1, bij kritische stroming is het precies gelijk aan 1 en bij superkritische stroming is het groter dan 1.

## Gang
Het getal van Froude wordt ook gebruikt om de gang van dieren van verschillende grootte te vergelijken. Door het been te benaderen als omgekeerde slinger kan de lengte van het been worden ingevuld in de eerste formule als {\displaystyle l}.
Het froudegetal is kleiner dan 1 bij lopen voor tweevoetigen of stap voor viervoetigen, aangezien daarboven een zweefmoment ontstaat, maar de overgang naar rennen voor tweevoetigen of draf voor viervoetigen wordt veelal al gemaakt tussen 0,3 en 0,8. Tussen 2 en 3 wordt veelal de overgang naar galop gemaakt.
Als het getal van Froude tussen 0 en 0,5 ligt, dan is er sprake van een loop-beweging. Als het getal van Froude tussen 0,5 en 2,5 ligt, dan is er sprake van een rennende-beweging. Als het getal van Froude groter dan 2,5 is, dan is er sprake van een onregelmatige beweging.